# Hilary Blake
Hilary Blake (* 1950 in Los Angeles, Kalifornien; † Juli 2007 ebenda), die unter dem Künstlernamen Hilary auftrat, war eine Singer-Songwriterin aus Los Angeles.

## Karriere
Blake sang mit Madrigal-Gruppen bei Shakespeare-Festivals in England. Im Alter von 11 Jahren nahm sie Schauspielstunden bei Agnes Moorehead.
Im Jahr 1978 unterlegte sie ihre free verse-Dichtung mit Synthesizern und Drum Machines, dem für sie charakteristischen Sound.
1982 lernte sie den Produzenten Steve Hague kennen. Mit ihm produzierte sie die 12"-Vinyl-Single Kinetic b/w "I Live", die in einer Auflage von 1000 Exemplaren über das Plattenlabel Sirus Records veröffentlicht wurde. Kinetic wurde von den Hörern des Radiosenders WLIR aus Long Island am 2. Januar 1983 zum "Screamer of the Week" gewählt. und wurde in ihrer Heimatstadt Los Angeles auf dem Radiosender KROQ-FM sowie in den Nachtclubs von New York gespielt. Das Lied I Live lief bei Collegradiosendern.
1983 veröffentlichte Blake unter dem Titel Kinetic eine vier Lieder umfassende EP über das Plattenlabel Backstreet Records. Diese EP wurde ebenfalls von Hague produziert. Das Lied Kinetic handelt von ihrer Hoffnung, dass die Erkenntnis über die sich ändernde Zellstruktur der Menschheit dabei helfen würde zu überleben. Mit dem Lied Drop Your Pants versuchte Blake  darzustellen, wie lächerlich die Angst vor Sex in den Vereinigten Staaten war. Am 4. August 1983 kürten die Hörern von WLIR Drop Your Pants als zweites Lied von ihr zum "Screamer of the Week". Dieses Lied wurde auch in Wild Thing: Sex-Tips for Boys and Girls, der deutschen Ausgabe des Sexualkundelehrbuches The Guide to Getting it On, von Paul Joannides erwähnt.
I Live war ein Lied über „das Gewöhnliche – wenn man in einem selbst gebauten Haus lebt“ ("the ordinary – living in the house of your own making"), das Blake tiefgründig fand. Goose Step, (englisch für Stechschritt) stellte Betrachtungen über Blakes Furcht vor einer Wiederbelebung der NSDAP an.
Blake wurde im Westwood Memorial Park in Los Angeles beerdigt.